# ゲホウグモ
ゲホウグモ Poltys illepidus は、コガネグモ科ゲホウグモ属のクモである。腹部が奇妙な形をしている。

## 特徴
性的二形が非常に著しく、雌の体長が12-16mmに対して、雄は2-3mmしかない。以下に雌について詳しく述べる。雄は遙かに小さいこと、それに華奢であることと同時に、雌の特徴をより簡単にした印象。ちなみに、この種の雄は長い間発見されていなかった。
雌はほぼ中型のオニグモ類であるが、形が独特である。頭胸部は前後に長く、特に頭部が突出する。さらにその先端から眼域の部分が突き出し、そこに前列四眼と後列中眼が寄り集まり、その後方の頭部両側に後列側眼だけが離れて着いている。
腹部は上から見ると幅広い卵形に近いが、前側の縁がやや平らに突出して頭胸部の背面に覆い被さるようになっていて、凸凹した縁を持つ。背面側は凹凸を伴って少し盛り上がる。
歩脚はオニグモ類としては普通程度。

### 色と形について
ただ、この形の上に色が変わっている。腹背や歩脚の中程から先は灰色から褐色を帯びた色で、細かい毛があってつや消しになっているのに対して、歩脚の基部は赤褐色から紫を帯びてつやが強い。頭胸部も頭部から胸部中央がつや消しの灰色、周辺部は赤褐色でつやがあるという、全身がツートンカラーになっているのである。従って、このクモが歩脚を伸ばした場合、かなり独特の外見となる。
ところが、野外で静止している場合、このクモは歩脚を折り曲げ、それを頭胸部にかぶせて腹部に寄せて集める。すると、つやの強い赤みを帯びた部分は全て内側に隠れてしまい、外からはつや消しの灰色の部分しか見えなくなる。昼間に観察した場合、この姿しか見られない。

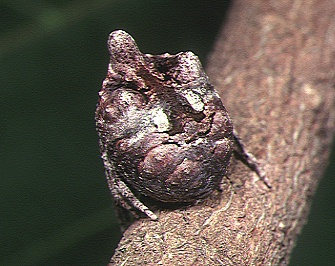
腹部背面
やや天狗の鼻が長い個体

なお、腹部の形と背面の斑紋は個体差が大きい。背面の斑紋はいずれも地味で灰褐色の地に黒褐色っぽい部分が入り交じる。ただ、中央が黒くて両側に白っぽい斑紋があると、これが何となく人の顔に見える。また、形としては腹部前縁の凹凸の形だが、全体に同じ程度の緩やかな突出部の列になる場合から、中央の突起がはっきり出る場合、両端の突起がはっきりする場合などがあり、時には中央の突起が天狗の鼻のように見える。このクモの名は外法蜘蛛で、このように腹部が天狗に見えることから来たものだという。これらの変異は同一卵嚢から生まれた個体間でもかなりの差があることがある。

## 分布
日本では南部地域に発見され、本州南部から四国・九州、伊豆諸島や南西諸島一帯で発見されている。国外ではインドからフィリピン、中国、それにオーストラリアに分布する。

## 生態など

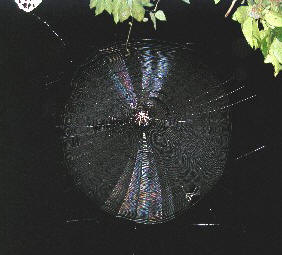
網目の細かい円網

山地から平地まで、主として森林に生息するが、人里でも見られる。夜間に円網を張る。このクモは樹間に糸を引き、中空に円網を作るが、非常に網の目が細かいのが特徴的で、懐中電灯で照らすとよく光って見え、「レコード盤のような」と称される。実際に計測した結果によると体長15mmの雌で網本体部の直径が30cm、そこに縦糸が40本前後で横糸は150本を越え、横糸は1cmあたりに5本以上も入る。クモは網の中央に下向きに定位し、歩脚は緩やかに広げるので、体の内側のつやありの部分もよく見える。
昼間は網を畳んでおり、クモは木の枝などに静止している。上記のようにその際には歩脚を折り曲げて全身を一つにまとめており、その状態では灰褐色のつや消しの、表面に凹凸があって中央が高く尖った塊であり、それが枝の上にあると、単なる木の瘤にしか見えない。巧妙な擬態であると考えられる。

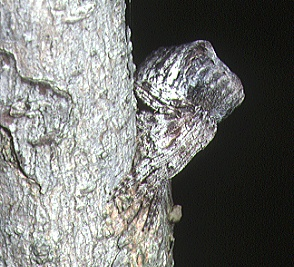
樹皮上に静止している状態

卵嚢はススキの葉にくっつけたものが知られている。生活史に関しては、名古屋での野外と飼育の結果から5月に卵嚢から出た幼生が8月末に成体となったが、一部幼生は越冬して翌年6月に成熟したという。

## 近似種など
ゲホウグモ属は旧世界の熱帯域を中心に44種が知られるが、日本からは他には次の1種が知られるのみである。
- P. columnaris ツツゲホウグモ：やや小型で腹部が筒状をしている。本州以南から発見されている。

他に複数種が記録されているが、いずれもゲホウグモの個体変異による誤認かと思われる。